# 장용진 (작곡가)
장용진(張溶眞, 1978년 10월 24일 ~ )은 대한민국의 대중음악 작곡가이다.

## 개요
1996년 혼성그룹 UP의 1집 타이틀곡 〈1024〉로 작곡자로서 공식적으로 데뷔하였는데 H.O.T. 멤버가 될 것을 권유받았으나 본인만의 음악을 하고 싶다는 이유로 고사했다. 이후 UP에게는 2집에서도 〈뿌요뿌요〉, 〈바다〉 등의 히트곡을 주며 UP를 스타덤에 올려놓았다.
이후 1996년 말에 데뷔한 신인 그룹 H.O.T.가 타이틀곡 〈전사의 후예〉(유영진 작곡)에 이어 장용진의 〈캔디〉를 1집 후속곡으로 내놓으며 대성공, H.O.T. 역시 〈캔디〉로 일약 최고의 아이돌 그룹으로 발돋움했다. H.O.T.는 2집에서도 유영진 작곡의 〈늑대와 양〉을 타이틀곡으로 내세웠으나 후속곡으로 선택한 장용진의 〈행복〉이 객관적으로 더 큰 성공을 거두었다.
이후 장용진은 직접 루팡, 동자 등의 그룹을 만들어 직접 가수로 나서기도 했으나 작곡자로서 만큼의 성공을 거두지는 못했다.
현재 영화음악감독으로 활동중이다.

## 주요 작품

### 음악 작품
- H.O.T. - 캔디, 행복, H.O.T. (House Of Trust)(아빠! 사랑해요)
- UP - 1024, 뿌요뿌요, 바다, 반성, 그때 그 시절, 밝은세상, 하늘에서
- OPPA - 그대야 미안해!, 약속, 어제 그리고 내일, 짝사랑
- 사준 - 메모리즈, 호박, Last Summer, 영원
- 태사자 - 도, 사랑 눈물 기쁨 상처
- 최창민 - 영웅, 짱, 그녀 뒤엔 내가 있었다, 그대 새벽을 깨워요
- 척(Chuck) - 별땅
- 슛 - 애니메이션(Animation), 독약같은 사랑, 칭찬, 천사연
- 동자 - 함께 (Intro), 나쁜여자, 브이 (V), 펑펑 The Blues (미안해요 내가 또 울고있군요), 편지, Good Bye My Flower, 함께
- 루팡(Lupin) - 오! 나!, 다른 세상, 로맨스, 시나리오, 싸라비아, Guy, 유언, 스파이(보컬로 참여, 작곡: 송재준, 작사: 이건우)
- 오엔스쿨(O.N School) - 감사드려요
- 에이스 (The Ace) - Heart, 고백, 먼기억에
- 소원 - 너를 보다
- 새들스티치 (Saddle Stitch) - 괜찮아
- 박은정 - Trick (작사,곡: 정성일, 편곡: 장용진) - 2000년 SBS Net Music 2000 은상 수상작

### 영화 작품
- 2015년

* 대배우
- 2017년

* 기억을 만나다.
- 2018년

* 새벽 3시 르네상스
- 2019년

* 신의한수2:귀수편 2019년 11월 7일 개봉
OST 음원 발매 (2020년 5월 4일)
* 미주꺼햄버거
* 뒤:빡
제작, 음악 참여
* 납세자
제작 참여 (제작자로만 참여, 음악 참여 안함)
- 2021년

* 좋은 사람 2021년 9월 9일 개봉
* 죽고 싶은 날에 한하여
LA 독립 단편 영화제 Best original Score 수상
* 소리도 없이 2021년 10월 15일 개봉
부일 영화상 '음악상 부문' 수상 후보
- 2022년

* 룸쉐어링 2022년 6월 개봉
* 시인의 방
제79회 베니스 국제영화제,이머시브 경쟁 부문 (초청작)
- 2023년

* 좋댓구 2023년 7월 12일 개봉
* 잠 2023년 9월 6일 개봉

### 드라마 작품
- 한강 2023년 9월 13일 개봉 (디즈니플러스)

## 수상
- 1997년 골든디스크 제작자대상
- LA 독립 단편 영화제 Best original Score 수상 (영화 죽고 싶은 날에 한하여)

## 특징
장용진의 곡은 단조로우면서도 특이한 멜로디를 베이스로 간단하고 쉴 새 없는 진행이 특징이다. 보통 그룹에 곡을 많이 줬기 때문에 멤버의 파트배분으로 가사 사이사이에 숨을 고를 틈이 자주 보이지 않는다.
장용진 자신의 곡은 항상 자신이 직접 작사하는데, 가사의 경우는 파악이 힘든 의미불명의 가사가 주류이지만 곡에는 어울린다는 평이 중론이다. 만화에서 주로 가사 아이디어를 얻는다고 한다.

## 트리비아
- UP의 데뷔곡이자 그의 공식 작곡가 데뷔곡이기도 한 〈1024〉의 제목은 그의 생일인 10월 24일을 표현한 것으로, 가사 내용과는 관련이 없다.
- 〈캔디〉, 〈행복〉은 H.O.T.의 가장 큰 히트곡들이라 할 수 있으며, H.O.T.의 이미지메이킹에도 크게 기여하였다. H.O.T.는 자연스럽게 이 두 곡과 함께 회자되곤 한다.
- H.O.T.의 〈행복〉은 2007년 슈퍼주니어가 리메이크하며 다시 인기를 끈 바 있다.
- 1995년 작곡자 데뷔 때 장용진은 고등학생이었다. 당시 문희준과 동갑이었다고 한다.〈캔디〉를 작곡한 시기가 1994년이라는 점을 감안할 때, 그는 매우 어려서부터 작곡활동을 시작했다.